# Мотајички партизански одред
Мотајички народноослободилачки партизански (НОП) одред је био партизанска јединица у саставу Народноослободилачке војске и партизанских одреда Југославије током Другог светског рата у Босни и Херцеговини.

## Историјат
Формиран је на планини Мотајици 11. новембра 1943. у саставу 11. ударне дивизије НОВЈ. У почетку је био јачине чете и учествовао у мањим акцијама. У првој бањалучкој операцији затварао је правац Дервента—Бања Лука са 12. славонском бригадом, Добојско-дервентским и Прњаворским НОПО. Расформиран је 13. јануара 1944, а борци укључени у 12. крајишку, 12. славонску и 14. средњобосанску бригаду. Месец дана касније (14. фебруара) Мотајички одред је поновно формиран и до априла нарастао на три чете. Почетком августа 1944. улази у састав 53. дивизије. Самостално и у садејству са другим јединицама водио је борбе против четника и окупљао нове борце. Расформиран је почетком маја 1945.